# Huertea glandulosa
Huertea Glandulosa (conocida como cedro macho del Perú o cedrillo), árbol grande y corpulento que crecen en el interior del bosque maduro. El tronco algunas veces exuda una sustancia blanca. Hojas compuestas; foliolos glabros, opuestos, con base desigual, dientes glandulares, ejes acanalados y partes jóvenes rojizas. Es de semilla drupa. Se extiende por las zonas altas de los Andes septentrionales y el istmo de Panamá. Es una especie recomendada para su plantación en suelos de selva negros y ensayos en campo han demostrado ser una especie idónea por supervivencia y crecimiento en repoblaciones.